# Четвертаков, Михаил Михайлович
Михаил Михайлович Четвертаков (1893—1956) — советский военно-морской деятель, старший инженер Научно-технического комплекса РКВМФ, инженер-капитан 1-го ранга (1940). Крупный инженер-механик военно-морского флота, специалист по топливам, маслам, прочим материалам и химическим соединениям потребляемыми кораблями. Участник разработки новых средств снабжения флота и освоения импортной техники.

## Биография

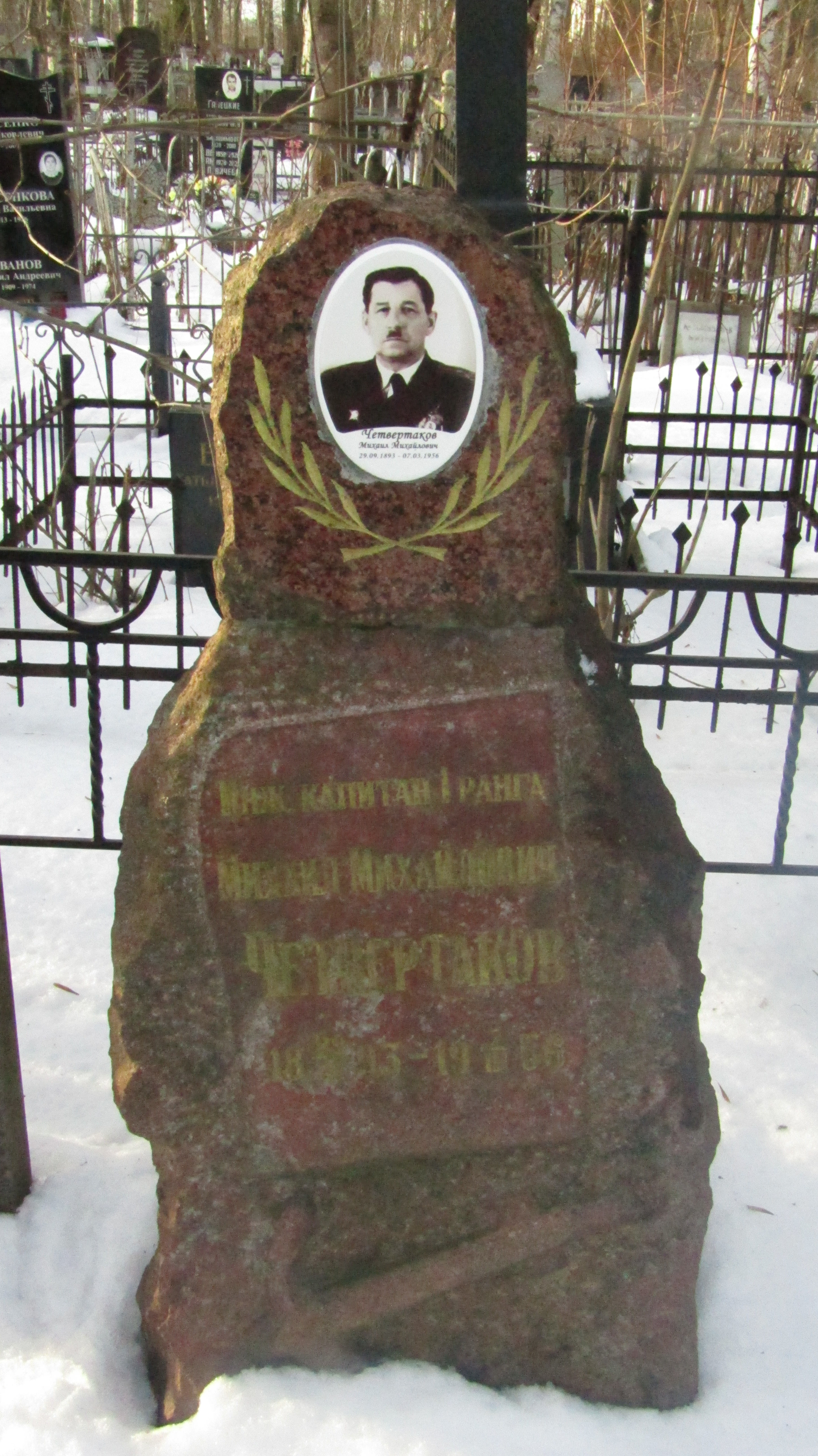
Могила Четвертакова М.М. Серафимовское кладбище, Санкт-Петербург.

Родился в русской семье. 30 января 1916 года после окончания морского училища корабельный гардемарин М. М. Четвертаков был произведён в мичманы и направлен для прохождения службы на линейный корабль Балтийского флота «Полтава».
В РККФ с ноября 1917, после октябрьской революции продолжал службу на линкоре вахтенным, а затем котельным инженер-механиком.
С июня 1918 года по 1922 год работал в Петроградском военном порту наблюдающим инженером по приведению на долгое хранение кораблей.
В 1922—1925 годах работал в Военно-морской академии — техником, помощником начальника АХО, лаборантом и инструктором химической лаборатории.
С 1926 по 1932 год был преподавателем на курсах усовершенствования комсостава РККФ.
С 1932 года проходил службу в Научно-исследовательском институте военного кораблестроения начальником 6 отделения 8 отдела. В 1934 году совместно с  Е.Н. Гурфейном создал прибора для беспламенного автоматического сжигания водорода типа «КП». Действие прибора было основано на каталитическом окислении водорода кислородом воздуха отсека подводной лодки при помощи платинового катализатора с последующим образованием воды.
С 1938 года служил старшим инженером в Научно-технического комитета НКВМФ.
Кандидат в члены ВКП(б) с 1942.
После Великой Отечественной войны являлся начальником 4-й секции Механического отдела Научно-технического комплекса ВМФ СССР. Проделал большую и полезную работу по улучшению безопасности плавания и обитаемости подводных лодок. Проводил работу по переводу импортных двигателей на отечественные топлива и масла.
В 1946—1948 годах инженер-капитан 1 ранга М. М. Четвертаков был начальником кафедры ракетно-артиллерийского профиля Военно-морской академии кораблестроения и вооружения им. А. Н. Крылова.
В 1947 году М. М. Четвертаков защитил докторскую диссертацию и стал профессором академии. В 1952—1956 годах вновь возглавил кафедру ракетно-артиллерийского профиля академии.

## Семья
- Сын — Четвертаков Михаил Михайлович (1917—1994), инженер-кораблестроитель, доктор технических наук (1972), профессор (1973), лауреат Ленинской премии (1965), капитан 1-го ранга.
- Внук — также Михаил Михайлович Четвертаков[5].

### Звания
- Инженер-флагман 3-го ранга (3 ноября 1939);[6][7]
- Инженер-капитан 1-го ранга (8 июня 1940)[8].

### Награды
- Орден Ленина (1945);
- Орден Красного Знамени (1944);
- Два Ордена Красной Звезды (1938, 1945);
- Юбилейная медаль «XX лет Рабоче-Крестьянской Красной Армии» (1938);
- Медаль «За оборону Ленинграда» (1942);
- Медаль «За победу над Германией в Великой Отечественной войне 1941—1945 гг.» (1945).

## Публикации
Вёл большую работу по написанию научно-исследовательских и технических трудов, издаваемых в печати.